# Hengyang
Hengyang (chinois : 衡阳 ; pinyin : Héngyáng) est la deuxième plus grande ville de la province du Hunan, en Chine. Elle est située sur le Xiang Jiang, à environ 200 kilomètres en amont de Changsha, la capitale provinciale.

## Démographie
La population de la ville de Hengyang était estimée à 764 039 habitants en 2007.
On y parle un dialecte du xiang.

## Économie
En 2004, le PIB total a été de 54,2 milliards de yuans, et le PIB par habitant de 8 203 yuans.

## Subdivisions administratives
La ville-préfecture de Hengyang exerce sa juridiction sur douze subdivisions - cinq districts, deux villes-districts et cinq xian :
- le district de Yanfeng - 雁峰区 Yànfēng Qū ;
- le district de Zhuhui - 珠晖区 Zhūhuī Qū ;
- le district de Shigu - 石鼓区 Shígǔ Qū ;
- le district de Zhengxiang - 蒸湘区 Zhēngxiāng Qū ;
- le district de Nanyue - 南岳区 Nányuè Qū ;
- la ville de Changning - 常宁市 Chángníng Shì ;
- la ville de Leiyang - 耒阳市 Lěiyáng Shì ;
- le xian de Hengyang - 衡阳县 Héngyáng Xiàn ;
- le xian de Hengnan - 衡南县 Héngnán Xiàn ;
- le xian de Hengshan - 衡山县 Héngshān Xiàn ;
- le xian de Hengdong - 衡东县 Héngdōng Xiàn ;
- le xian de Qidong - 祁东县 Qídóng Xiàn.

## Personnalités
- Antonin Fantosati (1842-1900), mort à Hengyang
- Céside Giacomantonio (1873-1900), mort à Hengyang

## Culture
Le film Une pluie sans fin (2017) a été tourné dans la ville de Hengyang.